# Agrotis summa
Agrotis summa är en fjärilsart som beskrevs av Walker 1865. Agrotis summa ingår i släktet Agrotis och familjen nattflyn. Inga underarter finns listade i Catalogue of Life.